# XXL (песня Милен Фармер)
«XXL» — песня, записанная французской певицей Милен Фармер в 1995 году. Песня была первым синглом из её четвёртого студийного альбома Anamorphosée и была выпущена 19 сентября 1995 года. Это стало важным изменением в карьере певицы, песня обладала рок-звучанием, более простым и понятным текстом, и видеоклипом снятым новым режиссёром. Хотя он стартовал с номера один на французском Singles Chart, он быстро потерял лидирующую позицию и двигался с переменным успехом.

## История создания
После провала фильма «Джорджино» в 1993 году, в котором она играла, Фармер решила уехать в Лос-Анджелес, чтобы взять небольшой перерыв. В 1995 году она нашла вдохновение для писания новых песен, читая различные книги, в том числе La Mort intime французского писателя Marie de Hennezel и Le livre tibétain de la vie et de la mort. Затем она попросила Лорана Бутонна присоединиться к ней в Калифорнии, для совместного создания нового альбома Anamorphosée. Тем не менее, после провала в 1993 году фильма Джорджино, они решили предложить общественности новый облик певицы и «новый звук» с рок и гранж звучанием. Поэтому, когда французский канал M6 объявил название и содержание первого сингла, «XXL», это было большой неожиданностью, так как альбом ещё не был выпущен. Многие поклонники не ожидали таких музыкальных изменений. Некоторые из них даже решили отказаться от нового творения, предложенного дуэтом Фармер / Бутонна.
24 августа 1995 года рекламный диск был отправлен на радиостанции: он состоял из гигантского кованого бокса с железными буквами «XXL», разработанного Генри Не (Henry Neu) и самого компакт-диска. Сингл был выпущен 19 сентября 1995 года. Различные ремиксы на четырёх форматах выпустили Лоран Бутонна и Бертран Шетене (Bertrand Châtenet). Это был первый сингл певицы, на обложке которого она не была изображена (второй — сингл «L’Histoire d’une fée, c’est…»).
Ещё один ремикс, названный UK Remix, был сделан около года спустя, после выхода CD-maxi «Rêver» Ричардом Деккардом (Richard Dekkard). Что касается JXL remix, то он был произведён в Голландии музыкантом Junkie XL, также этот ремикс присутствовал в сборнике RemixeS.

## Стихи и музыка
«XXL» является феминистской песней, в которой Фармер поёт, что любовь нужна всем девушкам. На первый взгляд, «сообщение», которое несёт в себе песня, не является универсальным, так как оно предназначено исключительно для женщин. Она вызывает отклик у всех женщин. Буржуазных, бездомных, романтичных, пессимистичных, феминисток, женщин против абортов, знатных дам, проституток, транссексуалов, звёзд, женщин, которые страдают или не страдают от вируса СПИДа. Название песни является ссылкой на большой размер одежды в американских магазинах типа ready-to-wear.
В отличие от большинства текстов песен, написанных самой Фармер, текст «XXL», как правило, легко понять.
Песня имеет ритмичный драйв, обладает рок-звучанием, созданным гитаристом Джеффом Дальгреном (Jeff Dahlgren), «электрогитары ультранастоящие, ритм более агрессивный».

## Видеоклип
В отличие от предыдущих видео Фармер, этот видеоклип был снят не Лораном Бутонна, а Маркусом Ниспелем. На производство видеоклипа было потрачено около 80 000 евро (230 000 евро, сообщает журналист Бенуа Кашен) и он был снят в течение двух дней: один день для Милен Фармер, другой для массовки, в Филлморе, штат Калифорния, на Fillmore and Western Railway, в августе 1995 года. По задумке Фармер, видео демонстрирует локомотив, мчащийся на высокой скорости, — этот локомотив 1910 года был также использован в фильме Ричарда Аттенборо «Чаплин» (1992), который часто интерпретируется как символ полового акта.
Продюсер Анук Нора (Anouk Nora) объяснила, что во время съёмок возникали трудности: «Идея поставить певицу, висящую перед движущимся поездом, сама по себе была немыслима. Поскольку в Соединённых Штатах безопасности уделяется много внимания». Таким образом, необходимо было подписать разрешение, которое позволило бы снимать видеоклип, кроме того, Милен Фармер дважды обжигалась во время съёмок. Во время съёмок певица оставалась висеть на этом локомотиве в течение почти пяти часов при 40-градусной температуре, и было страшно, потому что иногда он мчался очень быстро. Она была одета в платье от французского модельера Тьери Мюглера. В видео певица представлена гораздо более «гламурной и сложной женщиной» чем раньше, и «гордо демонстрирует свою женственность». Премьера видеоклипа состоялась 18 сентября 1995 года на канале M6.
Выдержанный в чёрно-белых тонах, видеоклип с Милен Фармер был снят в апельсиновой роще. Образы пассажиров с поезда чередуются и они очень сильно отличаются друг от друга (социальное происхождение, раса, возраст, семейное положение и т. д.). Действие происходит, вероятно, в США, в середине XX века, о чём свидетельствуют декорации и костюмы.

## Кавер-версии
Песня была перепета в 1996 году на фестивале под названием «L’Amour en 4L», а также Реджейн в 1998 году. В 2009 году бельгийский певец Jonatan Cerrada совершил возвращение в свою певческую карьеру с акустической кавер-версией «XXL». В 2010 году Les Enfoirés записали кавер-версию песни для своего альбома La Crise de nerfs!, певцы исполнившие эту версию: Амель Бент, Grégoire Boissenot, Элен Сегара, Lorie и Ренан Льюс на стихи Лаам.

## Живое исполнение
Песня никогда не исполнялась на телевидении, но была исполнена на концертах 1996, 2006, 2009 и 2013 годов.
Песня была последней на концерте в Берси в 1996 году. Она началась со звука поезда и сцена была погружена в дым. Фармер подняли на подъёмник, на ней был чёрный костюм, а её танцоры носили брюки и золотые майки. Песню планировали исполнить на Mylenium Tour в 2000 году, но было принято решение не делать этого. В серии концертов в 2006 году, зал был полностью синим, когда исполнялась «XXL». Певица попросила зрителей хлопать в ладоши, и в конце песни, Фармер повторяла припев вместе с аудиторией. Песня была исполнена в турне 2009 года, тогда Милен была одета в сверкающее короткое платье с красной накидкой и капюшоном, в какой-то момент она ласкает гитаристов. Также песня исполнялась в концертном турне Timeless 2013.

## Положение в чартах
23 сентября 1995 года сингл стартовал с первой позиции на французском Top 50 Singles Chart, этот сингл стал третьим, который стартовал с первой позиции. Тем не менее, сингл быстро начал терять лидерство. Он оставался в течение пяти недель в первой десятке и 12 недель в чарте (топ 50). В 1995 году он был 42-м самым продаваемым синглом года во Франции. Песня также была номером один на французском Airplay Chart.
В Бельгии (Валлония) сингл продержался на Ultratop 40 чарте в течение 14 недель, с 7 октября 1995 по 6 января 1996 года. Он попал в десятку и держался на третьей позиции две недели подряд. Он держался семь недель в первой десятке и был 36-м самым продаваемым синглом 1995 года.
«XXL» оставался на швейцарском чарте синглов в течение десяти недель, с 15 октября по 17 декабря 1995 года, включая наивысшую позицию под номером 11 (5 ноября), а затем сдал позиции. Эта наивысшая позиция остается для Милен Фармер высшей в Швейцарии.

## Форматы и трек-лист
Здесь представлены форматы и трек-листы сингла «XXL»:
- CD single — Black CD with white writing[35] / CD single — Gilt CD[36] / CD single — Japan — Long box[37] / CD single — Promo — Япония — Long box[38]

| №  | Название                    | Длительность |
| -- | --------------------------- | ------------ |
| 1. | «XXL» (single version)      | 4:23         |
| 2. | «XXL» (no voice remix edit) | 4:20         |

- CD maxi — Crystal case[39] / CD maxi — Digipack[40]

| №  | Название                    | Длительность |
| -- | --------------------------- | ------------ |
| 1. | «XXL» (single version)      | 4:23         |
| 2. | «XXL» (distorded dance mix) | 5:20         |
| 3. | «XXL» (extra large remix)   | 5:02         |
| 4. | «XXL» (new remix edit)      | 4:25         |

- CD maxi — Германия[41]

| №  | Название                    | Длительность |
| -- | --------------------------- | ------------ |
| 1. | «XXL» (single version)      | 4:27         |
| 2. | «XXL» (extra large remix)   | 5:06         |
| 3. | «XXL» (new remix edit)      | 4:43         |
| 4. | «XXL» (distorded dance mix) | 5:19         |
| 5. | «XXL» (single dance mix)    | 4:23         |

- 12" maxi[42]

| №  | Название                    | Длительность |
| -- | --------------------------- | ------------ |
| 1. | «XXL» (extra large remix)   | 5:02         |
| 2. | «XXL» (distorded dance mix) | 5:20         |

- CD single — Promo[43] / CD single — Promo — Without sleeve[44]

| №  | Название               | Длительность |
| -- | ---------------------- | ------------ |
| 1. | «XXL» (single version) | 4:25         |

- CD single — Promo — Germany[45]

| №  | Название                  | Длительность |
| -- | ------------------------- | ------------ |
| 1. | «XXL» (German radio edit) | 3:54         |
| 2. | «XXL» (single version)    | 4:25         |

- VHS — Promo[46]

| №  | Название      | Длительность |
| -- | ------------- | ------------ |
| 1. | «XXL» (video) | 4:22         |